# Оук-Крік (Колорадо)
Оук-Крік (англ. Oak Creek) — місто (англ. town) в США, в окрузі Роутт штату Колорадо. Населення — 889 осіб (2020).

## Географія
Оук-Крік розташований за координатами 40°16′26″ пн. ш. 106°57′25″ зх. д. / 40.27389° пн. ш. 106.95694° зх. д. (40.273992, -106.957082).  За даними Бюро перепису населення США в 2010 році місто мало площу 0,89 км², уся площа — суходіл. В 2017 році площа становила 0,94 км², уся площа — суходіл.

## Демографія
Згідно з переписом 2010 року, у місті мешкали 884 особи в 393 домогосподарствах у складі 212 родин. Густота населення становила 992 особи/км².  Було 510 помешкань (572/км²).
Расовий склад населення:
| - 90,4 % — білих - 3,2 % — корінних американців - 0,8 % — чорних або афроамериканців - 0,7 % — азіатів - 2,5 % — осіб інших рас |

До двох чи більше рас належало 2,5 %. Частка іспаномовних становила 10,4 % від усіх жителів.
За віковим діапазоном населення розподілялося таким чином: 25,2 % — особи молодші 18 років, 68,9 % — особи у віці 18—64 років, 5,9 % — особи у віці 65 років та старші. Медіана віку мешканця становила 34,9 року. На 100 осіб жіночої статі у місті припадало 112,5 чоловіків;  на 100 жінок у віці від 18 років та старших — 122,6 чоловіків також старших 18 років.
Середній дохід на одне домашнє господарство  становив 48 492 долари США (медіана — 39 773), а середній дохід на одну сім'ю — 67 366 доларів (медіана — 70 179). Медіана доходів становила 48 000 доларів для чоловіків та 34 500 доларів для жінок. За межею бідності перебувало 26,4 % осіб, у тому числі 42,0 % дітей у віці до 18 років та 25,8 % осіб у віці 65 років та старших.
Цивільне працевлаштоване населення становило 448 осіб. Основні галузі зайнятості: освіта, охорона здоров'я та соціальна допомога — 20,1 %, будівництво — 17,9 %, мистецтво, розваги та відпочинок — 17,6 %.